# Valentina Pisanty
Valentina Pisanty, née à Milan en 1969, est une sémioticienne italienne. Elle a également écrit sur le négationnisme. Elle enseigne à l'université de Bergame.

## Publications
- Leggere la fiaba, Bompiani 1993  (ISBN 88-452-1978-X).
- L'irritante questione delle camere a gas. Logica del negazionismo, Bompiani 1998  (ISBN 88-452-3588-2).
- Semiotica e interpretazione, Bompiani 2004  (ISBN 88-452-1124-X).
- La difesa della razza. Antologia 1938-1943, Bompiani 2006  (ISBN 88-452-1419-2).
- Abusi di memoria. Negare, banalizzare, sacralizzare la Shoah, Bruno Mondadori Editore 2012  (ISBN 8861596525)
- I guardiani della memoria e il ritorno delle destre xenofobe , Bompiani 2020  (ISBN 9788830102293)